# Günther Bradler
Günther Bradler (* 16. August 1944 in Wangen im Allgäu) ist ein deutscher Historiker und Archivar.
1963 legte Bradler sein Abitur ab. Von 1963 bis 1973 absolvierte er ein Studium der Geschichte, Romanistik, Geographie, Politischen Wissenschaften, Philosophie und Pädagogik und Archivwissenschaft an den Universitäten München, Graz, Berlin und Stuttgart. Anschließend ging er zur Archivschule Marburg an der Lahn. Sein Philosophicum legte er 1966 ab, das Staatsexamen für das Lehramt an Gymnasien folgte 1969, das Archivassessorexamen 1973 und die Promotion zum Dr. phil. an der FU Berlin 1971. Als Archivar war er von 1971 bis 1974 am Hauptstaatsarchiv Stuttgart, 1974 am Staatsarchiv Sigmaringen und von 1974 bis 2009 beim Landtag von Baden-Württemberg in Stuttgart tätig. Er lebt in Weil der Stadt.

## Schriften (Auswahl)
- mit Peter Bohl und Kurt Hochstuhl (Bearb.) Nachlaß Gebhard Müller. Inventar des Bestands Q 1/35 im Hauptstaatsarchiv Stuttgart. Kohlhammer, Stuttgart 2000.
- Die Landschaftsnamen Allgäu und Oberschwaben in geographischer und historischer Sicht. Kümmerle, Göppingen 1973.
- Studien zur Geschichte der Ministerialität im Allgäu und in Oberschwaben. Kümmerle, Göppingen 1973 (Dissertation).